# Sangiriti
Sangiriti va ser una ciutat de Mesopotàmia de situació no coneguda. Se sap que Salmanassar I, rei d'Assíria, hi va dirigir la seva vintena expedició cap a la meitat del segle xiii aC. Posteriorment no torna a ser esmentada.